# Cepinți, Sofia-capitala
Cepinți (în bulgară Чепинци) este un sat în comuna Stolicina, regiunea Sofia-capitala,  Bulgaria. 

## Demografie
Componența etnică a satului Cepinți
     Bulgari (91,45%)
     Romi (2,05%)
     Nicio identificare (6,48%)
     Altele (0%)
La recensământul din 2011, populația satului Cepinți era de 2.575 locuitori. Din punct de vedere etnic, majoritatea locuitorilor (91,45%) erau bulgari, cu o minoritate de romi (2,05%). Pentru 6,48% din locuitori nu este cunoscută apartenența etnică.